# Ralph Siewert
Ralph Paul Siewert (Bloomfield Hills, 31 dicembre 1923 – Mount Clemens, 21 novembre 1990) è stato un cestista statunitense, professionista nella BAA.